# Deutsche Futsal-Meisterschaft 2016
Die Deutsche Futsal-Meisterschaft 2016 war die elfte Auflage der deutschen Meisterschaft im Futsal. Die Endrunde fand in der Zeit vom 12. März bis 10. April 2016 statt. Sieger waren die Hamburg Panthers, die sich zum vierten Mal den Titel sicherten.

## Teilnehmer
Für die Deutsche Futsal-Meisterschaft qualifizierten sich die Meister und Vizemeister der fünf Regionalverbände des DFB.
| Platz | Nord             | West                       | Südwest             | Süd                 | Nordost                     |
| 1     | FC St. Pauli     | Holzpfosten Schwerte       | TuS Kirchberg       | TSV Weilimdorf      | VfL 05 Hohenstein-Ernstthal |
| 2     | Hamburg Panthers | MCH Futsal Club Sennestadt | FSG Schmelz-Limbach | FC Portus Pforzheim | FC Liria Berlin             |

## Spielplan

### Vorrunde
Gespielt wurde am 12. März 2016. Es traten vier der fünf Vizemeister an. Der MCH Sennestadt erhielt ein Freilos.
|                     | Ergebnis   |                     |
| ------------------- | ---------- | ------------------- |
| Hamburg Panthers    | 15:1 (8:1) | FSV Schmelz-Limbach |
| FC Portus Pforzheim | 4:8 (1:4)  | FC Liria Berlin     |

### Viertelfinale
Gespielt wurde am 19. März 2016.
|                            | Ergebnis  |                             |
| -------------------------- | --------- | --------------------------- |
| TSV Weilimdorf             | 7:2 (3:0) | FC St. Pauli                |
| FC Liria Berlin            | 7:3 (3:0) | TuS Kirchberg               |
| MCH Futsal Club Sennestadt | 5:4 (2:2) | VfL 05 Hohenstein-Ernstthal |
| Hamburg Panthers           | 3:0 (2:0) | Holzpfosten Schwerte        |

### Halbfinale
Gespielt wurde am 26. März 2016.
|                  | Ergebnis  |                            |
| ---------------- | --------- | -------------------------- |
| Hamburg Panthers | 5:2 (2:1) | MCH Futsal Club Sennestadt |
| TSV Weilimdorf   | 3:4 (2:3) | FC Liria Berlin            |

### Finale
Gespielt wurde am 9. April 2016. 1.423 Zuschauer sahen das Spiel in der Hamburger CU Arena.
|                  | Ergebnis  |                 |
| ---------------- | --------- | --------------- |
| Hamburg Panthers | 4:2 (2:0) | FC Liria Berlin |